# Colombelles
Colombelles (kɔ.lɔ̃.bɛlⓘ) es una población y comuna francesa, situada en la región de Baja Normandía, departamento de Calvados, en el distrito de Caen y cantón de Cabourg.

## Demografía
| 5122 | 5668 | 5566 | 5306 | 5695 | 6242 |
| Para los censos de 1962 a 1999 la población legal corresponde a la población sin duplicidades (Fuente: INSEE [Consultar]) |      |      |      |      |      |

Es la comuna más poblada del cantón.